# Ericeia hirsutitarsus
Ericeia hirsutitarsus är en fjärilsart som beskrevs av Holloway 1977. Ericeia hirsutitarsus ingår i släktet Ericeia och familjen nattflyn. Inga underarter finns listade i Catalogue of Life.